# Arroio Conventos
O Arroio Conventos é um curso de água uruguaio no departamento de Cerro Largo.
A sua nascente é a Coxilha Grande, atravesa a cidade de Melo e sua foz é o  Rio Tacuarí.